# Árpád Miskey
Árpád Gyula Miskey (ur. 27 września 1886 w Budapeszcie, zm. 18 października 1962 tamże) – węgierski zapaśnik walczący w stylu klasycznym. Olimpijczyk ze Sztokholmu 1912, gdzie zajął piętnaste miejsce w wadze średniej.
Zajął szóste miejsce na mistrzostwach świata w 1920. Srebrny medalista mistrzostw Europy w 1912 i 1913; czwarty w 1914 roku.

## Letnie Igrzyska Olimpijskie 1912
| Konkurencja | Eliminacje                | Eliminacje           | Eliminacje           | Eliminacje           | Klas. końcowa |
| Konkurencja | Przeciwnik I              | Przeciwnik II        | Przeciwnik III       | Przeciwnik IV        | Miejsce       |
| ----------- | ------------------------- | -------------------- | -------------------- | -------------------- | ------------- |
| 75 kg       | Theodor Bergqvist (SWE) Z | Sven Ohlsson (SWE) Z | Martin Klein (RUS) P | Konrad Åberg (FIN) P | 15.           |